# Philippe de France (1314-1322)
Pour les articles homonymes, voir Philippe de France.
Titres
Héritier du trône de France
3 janvier 1322 – avant le 24 mars 1322
(2 mois et 21 jours)
Héritier du trône de Navarre
3 janvier 1322 – avant le 24 mars 1322
(2 mois et 21 jours)
Philippe de France, né peu avant le 5 janvier 1314 à Paris et mort peu avant le 24 mars 1322 dans cette même ville, est le fils du roi Charles IV le Bel et de Blanche de Bourgogne.

## Biographie
Philippe est le seul fils de Charles IV le Bel et de sa première épouse Blanche de Bourgogne. Il voit le jour peu avant le 5 janvier 1314 à Paris, sous le règne de son grand-père paternel Philippe IV le Bel. Le Père Anselme remarque en effet que sa naissance est confirmée à cette date par « un compte de la maison de [son oncle] Philippe de France comte de Poitiers » qui enregistre un paiement fait à « Guyard de Rubecourt, chambellan de Monseigneur Charles de France » pour avoir apporté la nouvelle de l'accouchement de Blanche de Bourgogne. Au moment de la naissance de son fils, Charles le Bel n'est que le troisième fils de Philippe le Bel et n'est pas destiné à hériter des trônes de France et de Navarre.
Quelques semaines après la naissance de Philippe éclate l'affaire de la tour de Nesle : il apparaît alors que sa mère entretient depuis 1312 une liaison avec le chevalier normand Gauthier d'Aunay. Face à ce scandale qui met en doute la légitimité de la descendance de son fils Charles, Philippe IV le Bel ordonne l'exécution de Gauthier d'Aunay le 19 avril 1314 à Pontoise, tandis que Blanche de Bourgogne est déférée devant le Parlement de Paris, qui la condamne pour adultère à la réclusion à vie dans la forteresse de Château-Gaillard, en Normandie. Comme Charles n'est que le troisième fils de Philippe le Bel, la paternité de son fils n'est pas immédiatement discutée, puisque l'annulation de son mariage n'est pas chose pressée.
Le 3 janvier 1322, Charles IV le Bel monte sur les trônes de France et de Navarre. Il s'empresse immédiatement de dépêcher une ambassade auprès du pape Jean XXII en Avignon afin d'obtenir la dissolution de son mariage avec Blanche de Bourgogne. La légitimité du jeune Philippe, désormais héritier de son père, n'est toutefois pas évoquée, puisque l'enfant s'éteint peu avant le 24 mars suivant et est inhumé à l'abbaye du Pont-aux-Dames à Couilly. À cette date, sa nourrice « Aveline du Plexeis… qui norry Philippe fils le Roy qui ores est, lequel enfant est trépassé », reçoit un paiement pour ses services. Deux mois après la mort de Philippe, le 19 mai 1322, le mariage de ses parents est enfin dissous par le pape au motif de « consanguinité spirituelle ».